# Родригесская летучая лисица
Родригесская летучая лисица, или золотой крылан (лат. Pteropus rodricensis) — вид рукокрылых млекопитающих из семейства крылановых. Эндемик небольшого острова Родригес в Индийском океане.

## Описание

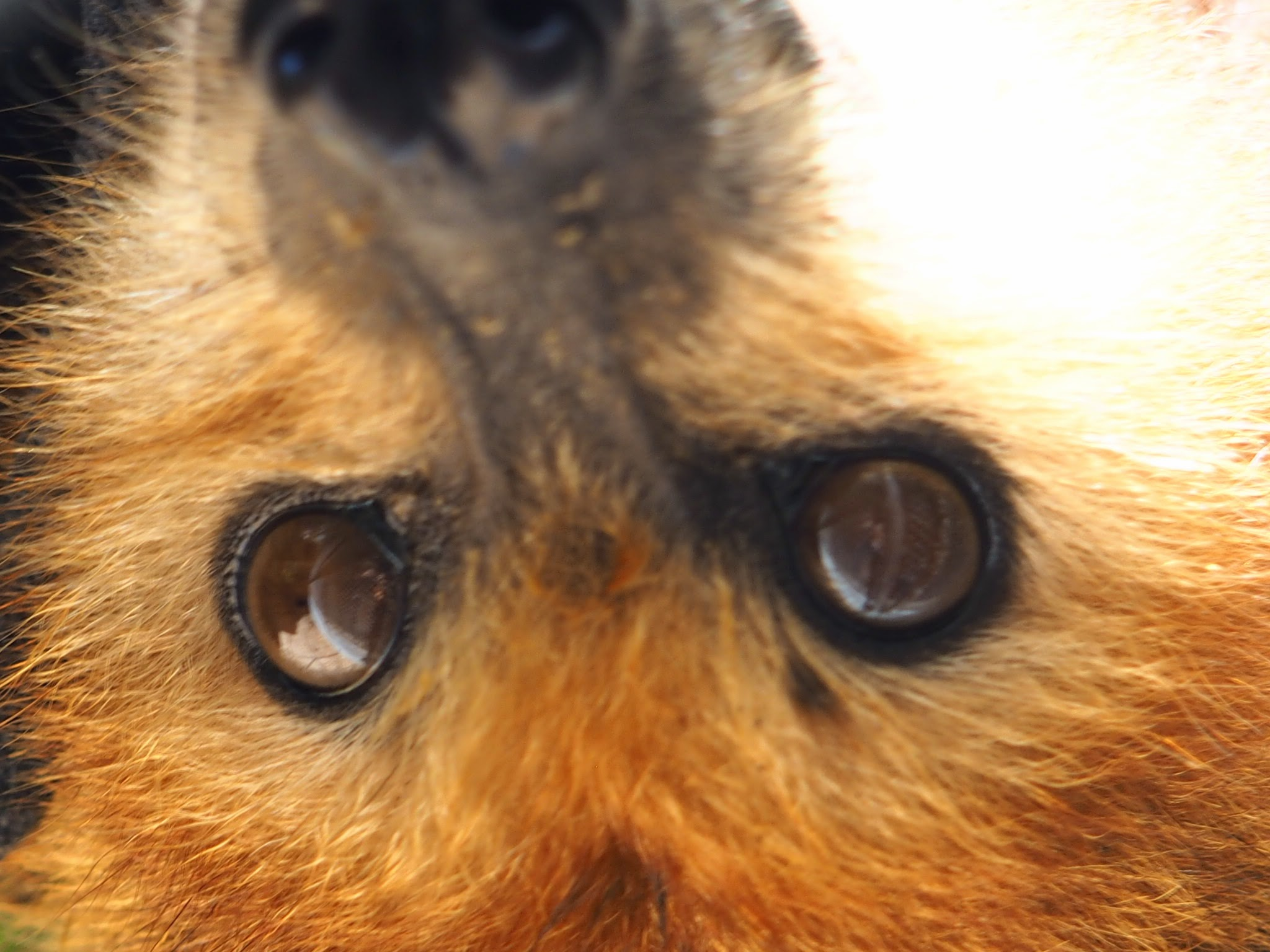

Родригесская летучая лисица — одна из самых мелких летучих лисиц (род Pteropus): длина тела не превышает 15—20 см, размах крыльев достигает от 50 до 90 см, масса 300—350 г. Мех густой, обычно золотисто-коричневый на голове, шее и плечах и тёмно-каштанового цвета на груди, брюхе и спине. Однако окраска может варьировать между чёрным, серебристым, желто-оранжевым и ярко-рыжим цветами. Хвоста нет. На больших и вторых пальцах лап есть по когтю, коготь на большом пальце используется для цепляния при лазании. Самцы и самки выглядят одинаково, хотя самцы обычно немного крупнее.

## Ареал и места обитания
Очень узкоареальный тропический вид, островной эндемик. Золотой крылан обитает только на одном небольшом острове Родригес (Маскаренские острова) в северо-западной части Индийского океана. Это небольшой остров площадью всего 104 км² с наивысшей точкой на высоте 398 м над уровнем моря. Однако и на этом острове золотые крыланы встречаются только там, где ещё сохранился тропический лес, в основном в небольшой лесистой долине Cascade Pigeon. В 1970—начале 1980 годов ареал этого вида занимал территорию, составлявшую всего примерно 2 % площади острова. Этим животным необходимы густые тропические леса с большими зрелыми деревьями, на которых они проводят дневное время и которые защищают их от непогоды, частых тропических циклонов. Им также необходимы леса с богатым разнообразием видов деревьев, плодоносящих круглый год, для постоянного наличия источника пищи. Золотые крыланы встречаются на уцелевших участках исконного первичного леса, а также во вторичном лесу, на лесных плантациях. Они также кормятся в садах вблизи жилых домов.
Считается, что в прошлом золотой крылан обитал и на расположенном в 560 км западнее Родригеса острове Маврикий. На острове Раунд близ Маврикия были обнаружены субфоссильные остатки крылана, которые были отнесены к виду Pteropus rodricensis, однако правильность такого определения необходимо подтвердить дальнейшими исследованиями.

## Поведение
Золотые крыланы — очень социальные животные. Самки садятся на деревья, устраиваясь на ночлег, вместе группами, образуя колонию. Самки из разных гаремов могут жить вместе большими колониями. В то же время самцы, как правило, устраиваются на ночлег поодиночке. Среди самцов существует иерархия доминирования и они помечают свою территорию запахом, потирая голову, шею и грудь о ветви. В отличие от большинства представителей рода Pteropus, которые активны в дневное время, золотые крыланы покидают места ночевок только в сумерках и ночью. Эти крыланы, обитающие в долине одного острова, ведут оседлый образ жизни.

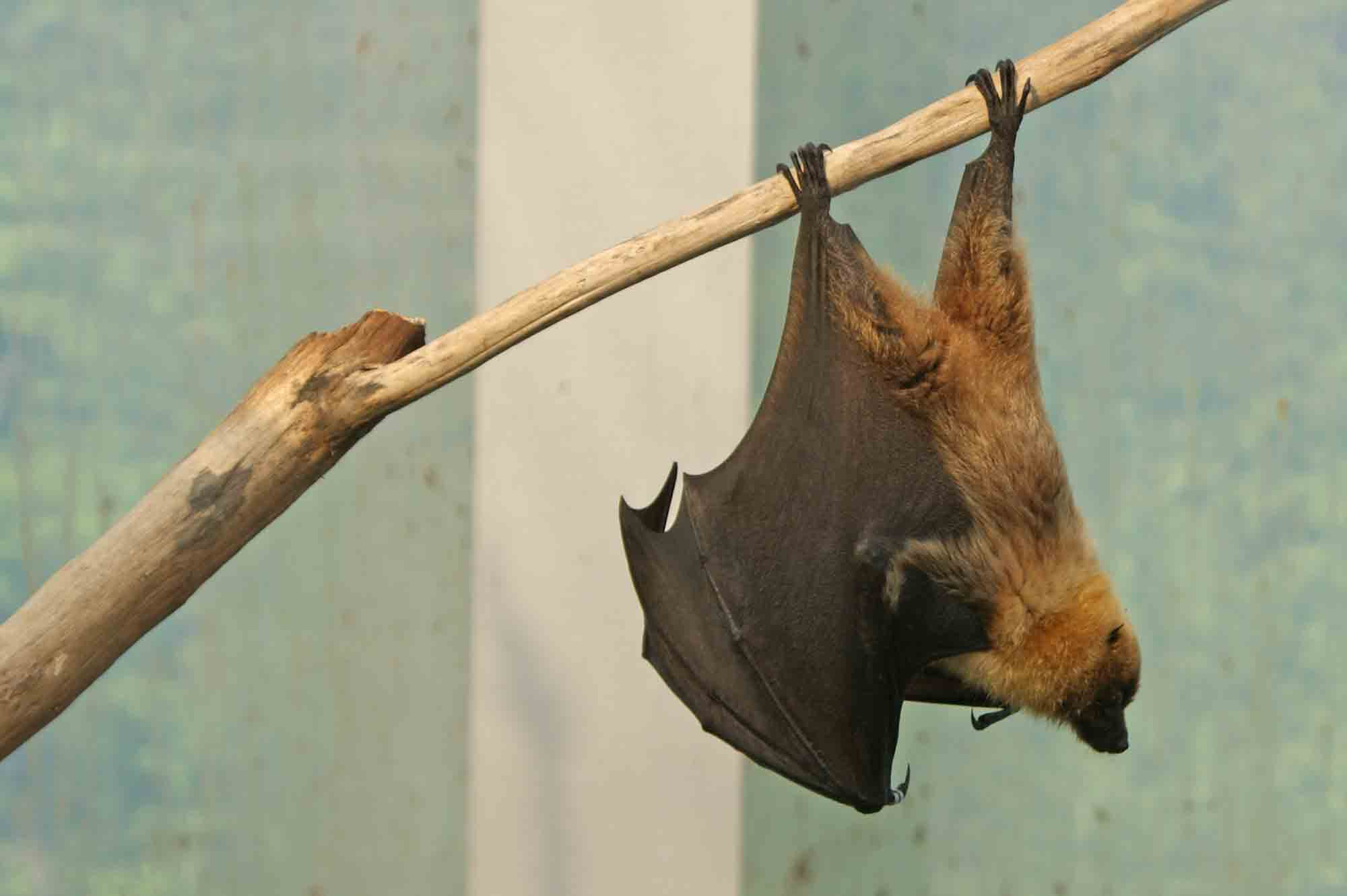

Поскольку родригесские летучие лисицы являются плодоядными, у них не развита эхолокация. У них хорошее зрение и обоняние, что позволяет им находить пищу. Поскольку для обозначения территорий используется ароматическая маркировка, обонятельная коммуникация, как предполагается, должна играть определённую роль у этого вида. Однако конкретной информации о коммуникации золотых крыланов нет; известно, что другие представители рода Pteropus общаются с помощью вокализации, которая варьируется в зависимости от ситуации. Кроме того, коммуникативное поведение, связанное со спариванием, включает голосовые, зрительные, обонятельные и тактильные сигналы. Предполагается, что золотые крыланы в отношении общения могут напоминать других представителей своего рода.

## Питание
Золотой крылан — плодоядное животное, он использует свое зрение и обоняние, чтобы найти пищу. Они ведут ночной образ жизни. В сумерках они летят к фруктовым деревьям, где кормятся, отдыхают, переваривают пищу в течение нескольких часов, прежде чем возвращаются к месту ночёвки. Родригесские летучие лисицы пьют сок фруктов, раздавливая фрукты во рту и прижимая язык к нёбу. Сок и мягкую мякоть они проглатывают, а кожуру, твердую мякоть и семена выплёвывают в виде шарика. Обычно рацион золотых крыланов состоит из бананов (Musa spp.), гуавы (Psidium spp.), манго (Magifera spp.), папайи (Carica spp.), инжира (Ficus spp.), плодов хлебного дерева (Treculia africana), спелых стручков тамаринда (Tamarindus spp.), цветков, нектара, пыльцы, иногда они поедают также молодые листья и кору.

## Размножение
В целом спаривания у родригесских летучих лисиц случайные и беспорядочные. Они образуют гаремы из одного самца и до 8 самок. Самцы пытаются привлекать и удерживать самок с помощью голоса и демонстрации полёта.
В дикой природе родригесские летучие лисицы размножаются один раз в год — с октября по декабрь. Самки рождают только одного детёныша за сезон размножения. Однако в неволе размножение происходит в течение всего года и самка может рождать двух детёнышей в год. Беременность длится от 120 до 180 дней. Новорожденные обычно весят от 20 до 30 % веса матери. Обычно на роды у самки уходит около 40 минут. Чтобы родить, она свешивается правой стороной вверх, держась большими пальцами передних лап и ловит детёныша перепонками своих крыльев.
Считается, что самки рожают одни. Однако в неволе наблюдались случаи, когда другие самки оказывали роженицам помощь при родах. Наблюдали, как роженица изо всех сил пыталась родить, находясь при этом в неправильном положении: вместо того, чтобы быть правой стороной вверх, она находилась в позе, в которой эти животные ночуют. Другая самка «наставляла» мать, показывая ей правильную позу при родах, и помогала стимулировать роды, облизывая влагалище роженицы. Только с помощью самки-«акушерки» мать смогла в конце концов родить. Хотя это единичный пример ухода за будущей матерью, считается, что он не может быть необычным для этого вида. В дикой природе наблюдалось очень мало родов у родригесских летучих лисиц, потому что они обычно рожают в труднодоступных для наблюдения местах.
Детёныши у родригесских летучих лисиц рождаются полностью покрытыми шерстью и с широко открытыми глазами, сразу после родов они настороженно наблюдают за происходящим вокруг. Крылья у новорожденных детенышей недоразвиты. Они цепляются за живот матери и пьют молоко из сосков, которые расположены у самок под мышками. У детенышей острые молочные зубы, которые плотно прилегают к шерсти матери. Эти молочные зубы со временем выпадают и заменяются постоянными зубами. Детёныш остается привязанным к матери около 30 дней, пока не станет слишком тяжелым, чтобы носить его с собой, теперь самка оставляет его на месте ночевки. Примерно через 50 дней детеныш начинает исследовать место для ночлега и взмахивать крыльями, чтобы укрепить их. Взаимодействие с другими детенышами в месте ночёвки помогает ему развивать социальные навыки.
Через 2—3 месяца детеныши уже летают и полностью отлучаются от груди, хотя по-прежнему остаются на ночлег со своими матерями. Родригесские летучие лисицы становятся полностью независимыми только через 6—12 месяцев после рождения. Эти крыланы достигают половозрелости в возрасте от 1 до 2 лет.

## Экологическое и хозяйственное значение
Золотой крылан считается важным опылителем и распространителем местных деревьев острова, он способствует регенерации тропических лесов на Родригесе, рассеивая семена растений, в том числе деревьев, которые он выплевывает во время кормления. Это способствует восстановлению леса после циклонов и уничтожения человеком. Питаясь пыльцой, этот крылан помогает опылять растения.
Кроме того, родригесские летучие лисицы опыляют культурные посевы. Они также едят плоды, которые уже слишком спелые для их сбора человеком. О вреде этих животных для человека ничего не известно, некоторые фермеры ошибочно полагают, что они наносят вред фруктовым садам.

## Общая численность
Примерно до 1916 года сообщалось, что золотых крыланов на Родригесе было большое количество. Однако в середине 20-го века численность родригесских летучих лисиц стала резко снижаться из-за уничтожения лесов на острове, охоты на этих животных и тропических циклонов. Если в 1955 году общая численность вида составляла более 1000 особей, то всего за 10 лет она уменьшилась вдвое и в 1965 году их оставалось менее 500. Однако наиболее катастрофическим для популяции золотых крыланов оказалось следующее десятилетие и к 1975 году их осталось всего менее 80 особей. В 1976 году численность популяции вида возросла до 120—125 животных, однако после тропического циклона Селин II 1979 года она вновь сократилась примерно до 70 животных. К 1980 году популяция восстановилась до 200—250 особей, а в конце февраля 1990 года численность крыланов оценивалась в более 1000 особей. К 2003 году популяция увеличилась примерно до 5076 крыланов, однако воздействие циклона Калунде в марте 2003 года, по-видимому, сократило популяцию примерно до 4000 особей.
Подсчёт численности золотых крыланов на острове проводится три раза в год на девяти более крупных («постоянных», более старых) местах ночёвок этих животных и до девяти меньших («временных», более новых) местах. Было установлено, что к 2016 году популяция выросла примерно до 20 000 особей. Примечательно, что на некоторых из более новых мест ночёвок крыланов было значительно больше, чем на традиционных, и это может указывать на то, что крыланы повторно заселили среду обитания, где они были истреблены в прошлом или где растительность восстановилась.

## Основные угрозы

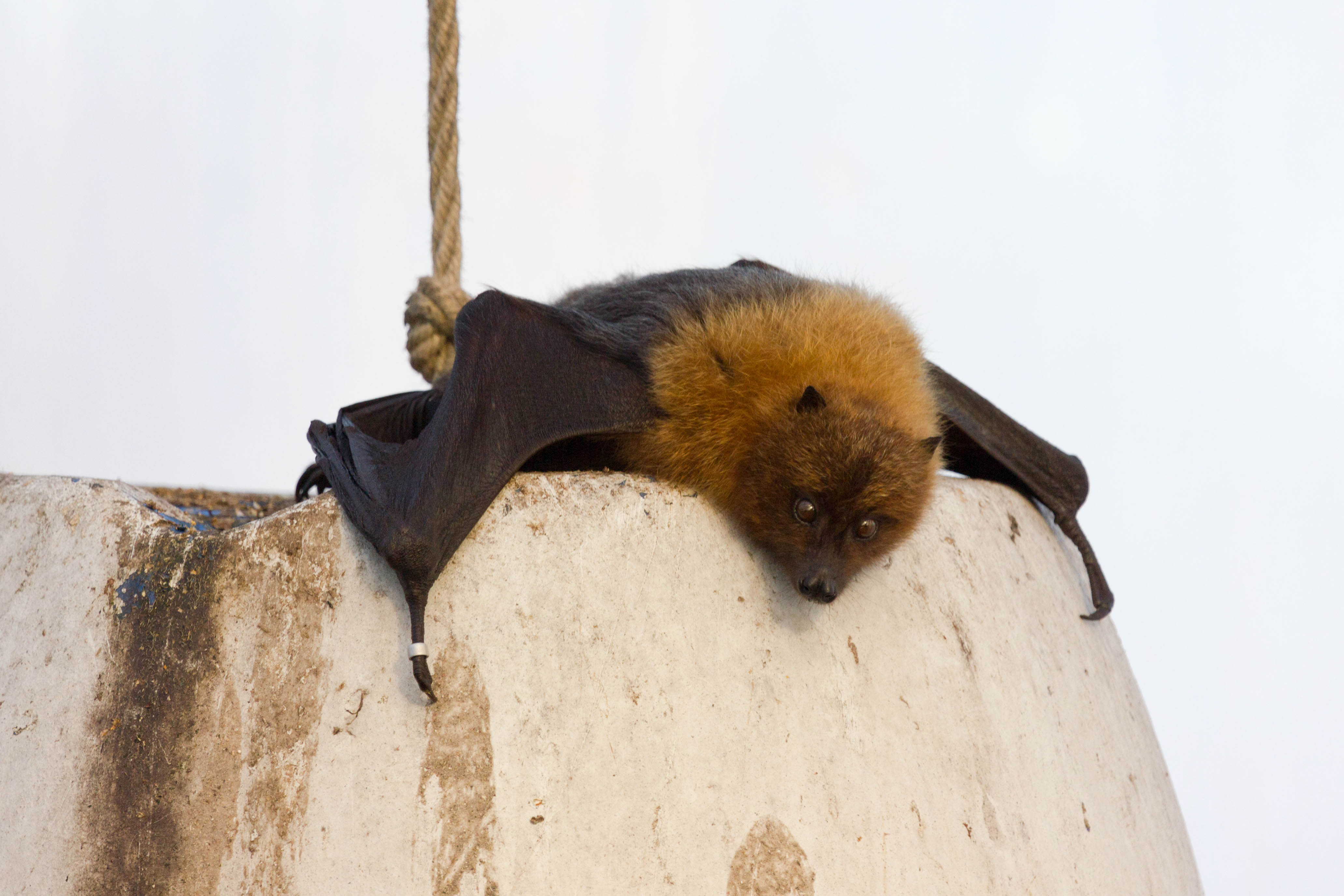

Золотой крылан находится под угрозой исчезновения в первую очередь из-за потери среды обитания. Вырубка лесов представляет серьёзную угрозу для этого вида, особенно там, где были вырублены зрелые фруктовые деревья и деревья важные для их ночлегов. Помимо разрушения среды обитания людьми, стихийные бедствия — тропические циклоны — могут значительно сокращать популяцию этих животных. Хотя в прошлом циклоны оказывали незначительное влияние на этот вид, сокращение площади тропических лесов на острове привело к тому, что в настоящее время не существует буфера, обеспечиваемого дополнительными тропическими лесами, который защищал бы их от штормов, которые теперь наносят популяции крыланов значительный урон, вызывая значительные колебания её размера. Наряду с нехваткой пищи и обезвоживанием, тропические циклоны в настоящее время представляют основную угрозу для этого вида. В прошлом на этих крыланов также охотились для употребления в пищу, но сейчас это происходит редко.
Происходят случаи, когда родригесские летучие лисицы совершают набеги на фруктовые деревья (манго, личи, папайя и другие), что вызывает недовольство местного населения. В 2015 году в Республике Маврикий был принят «Закон о биоразнообразии коренных наземных видов и о национальных парках» (Native Terrestrial Biodiversity and National Parks Act). Хотя золотой крылан по-прежнему находится под защитой этого закона, в нём есть положения, позволяющие любой вид объявить вредителем и разрешить его уничтожение (даже несмотря на то, что он находится под угрозой исчезновения). Так, в 2015 году маврикийским правительством было санкционировано официальное уничтожение около 31 000 маврикийских летучих лисиц (Pteropus niger), являвшихся в то время уязвимым видом (это количество составляло примерно треть общей численности популяции этого вида, после такого её сокращения МСОП отнёс маврикийскую летучую лисицу к вымирающим видам). Однако Региональная ассамблея Родригеса является автономной администрацией Республики Маврикий и имеет право принимать свои собственные законы и постановления. В последнее время Родригес продемонстрировал очень активные экологические и природоохранные инициативы: по крайней мере с 2010 года на острове больше не происходит вырубка лесов, введён запрет на использование пластиковых пакетов, закрыт сезон ловли осьминогов, созданы зеленые рабочие места, производится переработка отходов и т. д., поэтому считается маловероятным, что в ближайшем будущем уничтожение золотых крыланов на острове будет санкционировано.

## Охрана
Международным союзом охраны природы и природных ресурсов золотой крылан признан вымирающим видом, он внесён в Приложение II СИТЕС.
В 1970-х годах Джеральд Даррелл, возглавлявший Джерсийский фонд охраны дикой природы инициировал программу по разведению золотых крыланов в неволе. Она увенчалась успехом и теперь размножающиеся популяции этих летучих лисиц содержатся в 46 зоопарках по всему миру. В то же время усилия по сохранению вида были направлены также и на восстановление его естественной среды обитания, защиту водосборов и повышение осведомлённости местного населения о необходимости охраны этих животных посредством программ экологического просвещения. С 1992 года родригесские летучие лисицы являются частью Плана по выживанию видов американской Ассоциации зоопарков и аквариумов и успешно разводятся в неволе. Однако в естественную среду обитания они ещё не реинтродуцированы.